# Пожарница (Тузла)
Пожарница је насељено мјесто у граду Тузла, Федерација Босне и Херцеговине, БиХ. Према попису становништва из 2013. године, у насељу је живјело 190 становника.

## Управа
Пожарница је насеље у граду Тузли. Спада у рурално подручје града. На дан 31.12.2006. године, према статистичким процјенама, живјело је 702 становника у 377 домаћинстава.

## Рудна богатства
На подручју сјевероисточне Босне вршена су нафтна истраживања између два свјетска рата, при чему су у Младицама 1937. пронађене "дебеле наслаге камене соли". На неколико бушотина у Пожарници и Симином Хану код Тузле нађена је нафта. Нешто је нафта извађено и прерађено у босанскобродској рафинерији 1939., а због неисплативости производња је прекинута 1943. године. Након рата, 1948. године, у Пожарници је основано предузеће за експлоатацију нафте и плина које је 1962. престало с радом.

## Становништво
| Националност       | 2013. | 1991. | 1981. | 1971. | 1961. |
| Срби               | 110   | 1.189 | 1.213 | 1.229 | 1.167 |
| Југословени        | —     | 48    | 17    | -     | 2     |
| Хрвати             | 6     | 10    | 1     | 2     | 1     |
| Муслимани          | 65    | 1     | 2     | 2     | -     |
| остали и непознато | 9     | 18    | 39    | 8     | -     |
| Укупно             | 190   | 1.266 | 1.272 | 1.241 | 1.170 |